# دانوین برازیر
دانوین برازیر (انگلیسی: Donavan Brazier؛ زادهٔ ۱۵ آوریل ۱۹۹۷) دونده اهل ایالات متحده آمریکا است.
وی در مسابقات کشوری و بین‌المللی در مجموع برندهٔ ۱ مدال طلا شده‌است.